# Uploders
Uploders – wieś w Anglii, w hrabstwie Dorset, w dystrykcie (unitary authority) Dorset. Leży 20 km na zachód od miasta Dorchester i 200 km na południowy zachód od Londynu.